# 问至
问至（?—?），十六国时期夏国大臣，在赫连昌时担任尚书左仆射。
真興七年（425年），夏国开国皇帝赫连勃勃亡故，他的第三子赫连昌继位，任命问至为尚书左仆射。承光三年（427年），北魏军队来进攻，占领夏国都城统万（今内蒙古自治区乌审旗南白城子），赫连昌逃往上邽（今甘肃省天水市）。魏太武帝亲自领兵追赶，入上邽城，问至保护着赫连昌的母亲逃出城外。后事不详。